# Gun (mytologi)
Gun (鯀; 鮌; Gǔn) var en person i kinesisk mytologi. Gun var barnbarnsbarn till Gula kejsaren och far till Yu den store, som grundade Xiadynastin.
Enligt Gun-Yus översvämningsmyt försökte Gun tämja de farliga översvämmande floderna. Enligt legenden stal Gun jord från den himmelska kejsaren (天帝) för att reparera dammar och diken. För stölden dömdes Gun till döden av den himmelska kejsaren. I skepnaden av en drake föddes senare Yu den store ut ur Guns mage.
Legenderna kring Gun förekommer i olika varianter i de klassiska kinesiska verken.